# LiSA
Ріса Орібе (яп. 織部 里沙, Орибе Ріса, нар. 24 червня 1987, Секі, префектура Ґіфу, Японія), більш відома під псевдонімом LiSA (акронім від англ. Love is Same All) — японська співачка й авторка пісень. 2011 року підписала контракт з компанією Aniplex, що працює з Sony Music Artists. Відома передусім піснями з титрів аніме, зокрема Angel Beats!, Fate/Zero, Fate/stay night, Sword Art Online, Day Break Illusion, The Irregular at Magic High School, Nisekoi, Demon Slayer: Kimetsu no Yaiba. А також гри-файтингу для Sega Dengeki Bunko: Fighting Climax.

## Дискографія
- Letters To You (2011)
- Lover"s"mile (2012)
- Landspace (2013)
- Launcher (2015)
- Little Devil Parade (2017)
- Leo-Nine (2020)
- Lander (2022)

## Приватне життя
«Шукан Буншун» повідомив, що Ріса і актор та співак Тацухіса Судзукі(яп. 鈴木 達央) заручилися в травні 2019 року. У січні 2020 року вони публічно оголосили про свої стосунки та оголосили про одруження. 25 квітня 2023 року Ліза оголосила про народження первістка в пості в Instagram